# Masasumi Kakizaki
Masasumi Kakizaki (柿崎 正澄, Kakizaki Masasumi) est mangaka japonais né le 18 mai 1978 à Monbetsu dans la préfecture de Hokkaidō,.

## Biographie
Masasumi Kakizaki a travaillé sur l'adaptation en anime de Rainbow.

## Œuvres
- 2001 : Two Tops (ツートップ, Tsūtoppu?) (histoire courte)
- 2001 - 2002 : X-Gene (en 3 tomes) - scénario de Kentaro Fumizuki
- 2002 - 2010 : Rainbow (ＲＡＩＮＢＯＷ 二舎六房の七人, Rainbow Nisha Rokubō no Shichini?) (en 22 tomes) - scénario de George Abe
- 2008 : Kansen Rettō (感染列島?) (one shot)
- 2010 : Hideout (one shot)
- 2011 - 2013 : Green Blood (Green Blood ～ グリーン・ブラッド?) (en 5 tomes)
- 2015 - 2019 : Bestiarius (闘獣士 ベスティアリウス, Tōjūshi Besutiariusu?) (en 7 tomes)
- 2020 : Les Amants sacrifiés (スパイの妻, Supai no Tsuma?) (en 2 tomes)
- 2021 - 2023 : Yomotsuhegui - Shisha no Kuni no Kajitsu (ヨモツヘグイ 死者の国の果実?) (en 3 tomes)

## Influences
Dans le tome 4 de Green Blood, Masasumi avoue être un grand fan de western spaghetti, et que son amour pour ce genre vient du film Django sorti en 1966.
Dans la postface de son one-shot Hideout, Masasumi explique aimer grandement le cinéma et la littérature horrifique, il cite Stephen King comme sa principale influence.

## Distinction
Masasumi Kakizaki remporte le 51e prix du manga Shōgakukan dans la catégorie générale pour son manga Rainbow.